# Gargara fraterna
Gargara fraterna är en insektsart som beskrevs av William Lucas Distant. Gargara fraterna ingår i släktet Gargara och familjen hornstritar. Inga underarter finns listade i Catalogue of Life.